# Hanns Heidemanns
Hanns-Adolf Heidemanns (* 11. Januar 1927 in Aachen; † 28. August 2012 in Wassenberg) war ein deutscher Apotheker und Autor. Er war als Sanitätsoffizier (Apotheker) im Dienstgrad Generalapotheker zuletzt von 1984 bis 1987 Inspizient Wehrpharmazie der Bundeswehr im Sanitätsamt der Bundeswehr am Standort Bonn. Als Autor veröffentlichte er verschiedene Publikationen zur Orts- und Zeitgeschichte Wassenbergs.

## Leben
Nach dem Abitur am Aachener Kaiser-Karls-Gymnasium wurde Heidemanns zum Wehrdienst einberufen. Ihm wurde am 9. September 1943 das Heeres-Flak-Abzeichen verliehen. Nach dem Zweiten Weltkrieg studierte er bis zum Vordiplom Physik, einige Semester Lebensmittelchemie und Pharmazie (Approbation 1955). Das Praktikum absolvierte er in der Hirsch-Apotheke in Wassenberg. Für seine Verdienste als Soldat wurde er mit dem Bundesverdienstkreuz I. Klasse ausgezeichnet.
Nach dem aktiven Dienst bei der Bundeswehr zog Heidemanns mit seiner Familie von Koblenz ins Stammhaus der Familie nach Wassenberg. Dort war er ehrenamtlich in mehreren Organisationen tätig, war Mitgründer der ambulanten Hospizinitiative „Regenbogen“ und erhielt die Ehrenbürgerschaft der Stadt.
Heidemanns starb am 28. August 2012. Er war verheiratet und hatte zwei Kinder.